# Ortiga (Mação)
Ortiga es una freguesia portuguesa del concelho de Mação, con 15,95 km² de superficie y 627 habitantes (2001). Su densidad de población es de 39,3 hab/km².